# 死亡修女
《死亡修女》（西班牙語：Hermana Muerte）是2023年Netflix原創西班牙超自然恐怖電影，由帕科·普拉萨執导，豪尔赫·格力加耶切瓦利亚编剧，阿麗亞·貝德瑪領銜主演。本片是珊卓·艾斯卡席納主演的2017年電影《靈蝕》的前传。故事设立在1940年代的西班牙，並环绕一个见习修女娜西莎（阿麗亞·貝德瑪饰）在一所曾是修道院的女校教书中的诡异经历。
本片在2023年10月5日作为第56届锡切斯电影节的開幕片，当月27日于Netflix全球同步上映。

## 故事大綱
1939年西班牙，一个被捧为奇迹女童娜西莎（Narcisa），在十年后作为见习修女去一所曾是修道院的女校教书。在女校教书中经历各种灵异事件，越发动摇她的信仰，至终失去视力陷入痛苦疯狂。

## 演员及角色
- 阿麗亞·貝德瑪（英语：Aria Bedmar） 饰演 娜西莎（Narcisa）
- 阿爾穆德娜·亞摩（英语：Almudena Amor） 飾演 Hermana Socorro
- 瑪魯·瓦爾迪維索（西班牙语：Maru Valdivielso） 飾演 Hermana Julia
- 路易莎·梅雷拉斯 飾演 Madre Superiora
- 切蘿·維瓦雷斯（英语：Chelo Vivares）
- 莎拉·洛禾（Sara Roch）飾演 Rosa
- 奧林琵雅·洛禾（Olimpia Roch）飾演 Elvirita
- 亞迪安娜·卡瑪琳納（Adriana Camarena）飾演 Ana María
- 瑪蒂娜·德爾加多（Martina Delgado）飾演 Marina
- 克勞蒂亞·費南德茲·阿洛由（Claudia Fernández Arroyo）
- 康蘇薇洛·楚吉羅（英语：Consuelo Trujillo） 飾演 Hermana Muerte
- 珊卓·艾斯卡席納（英语：Sandra Escacena） 飾演 維洛妮卡（英语：Verónica (2017 Spanish film)）

## 外部連結
- 互联网电影数据库（IMDb）上《死亡修女》的资料（英文）
- 在Netflix上觀看《死亡修女》